# Andrea Vittorelli
Andrea Vittorelli ou Vettorelli (né vers la fin du XVIe siècle à Bassano del Grappa et mort en 1653 à Rome) est un érudit et écrivain italien.

## Biographie
Né à Bassano del Grappa vers la fin du XVIe siècle, il se voua de bonne heure à l’état ecclésiastique, et fixa sa résidence à Rome. Versé dans la théologie morale et dans l’histoire ecclésiastique, il renonça à son canonicat de Padoue, pour se livrer exclusivement à l’étude ; et l’offre même d’un évêché, qui lui fut faite dans la capitale du monde chrétien, ne put le détourner de sa résolution. Il a écrit un grand nombre d’ouvrages tant en italien qu’en latin, tous estimés ; et telle fut sa réputation, qu’il est souvent cité comme autorité par les auteurs contemporains. Girolamo Tiraboschi le regardait comme un des hommes les plus érudits de son temps, et il en a fait l’éloge à ce titre dans son Histoire littéraire d’Italie, t. 8. Leone Allacci, dans ses Apes urbanæ, ouvrage consacré à l’énumération de tous les savants qui fleurirent à Rome, depuis 1630 jusqu’à la fin de 1632, n’a pas manqué de citer Vittorelli, qui vivait encore à cette époque ; et c’est dans ce recueil que l’on trouve la liste la plus exacte et plus complète des ouvrages qu’il a composés. Vittorelli mourut à Rome en 1653.

## Œuvres
- Deux traités des anges gardiens, l’un en latin, Padoue, 1605, in-4° ; l’autre en italien, Venise, 1616, in-8°. Ce sont deux productions tout à fait différentes, bien qu’elles aient le même titre.
- Histoire des jubilés pontificaux, Rome, 1625, in-8°.
- Notes, éclaircissements et additions à l’Instruction des prêtres, du cardinal Francisco de Toledo, Venise, 1604, in-4° ; aux Aphorismes des confesseurs, de Manuel de Sá, 1609 ; aux Devoirs d’un curé, de Giovanni Battista Possevino, Venise, 1612 ; enfin aux Vies des papes et des cardinaux, d’Alfonso Chacón, Rome, 2 vol. in-fol. Ce dernier ouvrage est le plus considérable ; Vittorelli y a ajouté les vies des papes Léon XI, Clément VIII, Paul V, Grégoire XV, Urbain VIII, et d’un grand nombre de cardinaux. On trouve encore de lui beaucoup de vers latins disséminés dans divers recueils. Parmi ses manuscrits, on remarque des Traités sur les devoirs des ecclésiastiques, sur les cas réservés, sur les reliques des saints, sur le sacrifice de la Messe ; des Dissertations théologico-morales ; un volume de Mélanges ; des Observations sur les vies de quelques papes ; les Vies ou Éloges historiques de quelques cardinaux ; une Défense de Boniface VIII, extraite des écrivains les plus renommés de son époque ; une Défense des cardinaux qui ont commandé des armées ; et enfin les Actions et faits mémorables des Vénitiens. Tous ces ouvrages sont en latin.